# Groupoid cơ bản
Trong tô-pô đại số, groupoid cơ bản của một không gian tô-pô khái quát khái niệm nhóm cơ bản. Nó là một bất biến tô-pô, và do đó có thể được sử dụng để phân biệt các không gian không đồng phôi. Groupoid cơ bản nắm bắt thông tin về tính liên thông và lớp đồng luân của không gian.
Giả thuyết đồng luân, một phỏng đoán quan trọng trong lý thuyết đồng luân, đưa ra bởi Alexander Grothendieck, phát biểu rằng một tổng quát phủ hợp của groupoid cơ bản chứa tất cả các thông tin đồng luân về không gian.

## Định nghĩa
Groupoid cơ bản của một không gian tô-pô X (hợp lý) là groupoid trong đó các đối tượng là các điểm của X và các cấu xạ là các lớp đồng luân của các đường cong nối hai điểm.
Đối với mỗi điểm x của X, nhóm tự đẳng cấu của x là nhóm các vòng tại x, là nhóm cơ bản của X tại x.